# Garðaríki

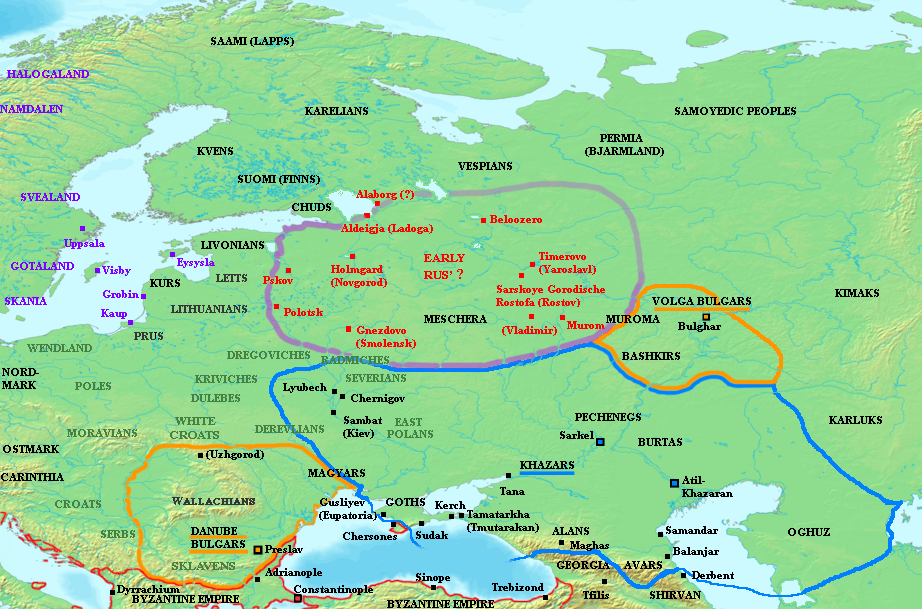
Mapa que muestra los asentamientos eslavos bajo el control de los varegos (en rojo) y la localización de las tribus eslavas (en gris), a mediados del. El contorno azul indica la extensión de la influencia jázara.

Garðaríki o Garðaveldi es un término del nórdico antiguo utilizado en la Edad Media para los estados del Jaganato de Rus y de la Rus de Kiev. La forma abreviada Garðar también se refiere al mismo país, al igual que el término general de "Oriente", Austr, con sus varias derivaciones: Austrvegr («camino del este»), Austrlönd («tierras del Este») y Austrríki («reino del Este»). Un tercer conjunto de nombres consistió en Svíþjóð hin mikla («Gran Suecia») y Svíþjóð hin kalda, («Suecia fría»), que probablemente se refería a un origen escandinavo del este de muchos de los colonos nórdicos en la región.
El significado de la palabra Garðaríki suele interpretarse como "el reino de las ciudades", o "el reino de los pueblos", que probablemente se refiere a una cadena de fortalezas nórdicas a lo largo del río Vóljov, a partir de Lyubsha y lago Ládoga. Gardar contiene la misma raíz que como el eslavo gord (ciudad) y jardín del inglés. Garðr se refiere a una pared o a una fortificación, pero acabó adquiriendo el significado de todo lo que abarcaban. La etimología germánica del último elemento (ríki), coincide con la de la palabra Reich. 
Como los varegos se referían principalmente a las tierras del norte de Rusia, sus sagas consideraron la ciudad de Holmgard (Holmgarðr, Nóvgorod la Grande), como la capital de Gardariki. Otras ciudades locales mencionadas en las sagas son Aldeigjuborg (Stáraya Ládoga), Kœnugarðr (Kiev), Pallteskja (Pólatsk), Smaleskja (Smolensk), Súrsdalar (Súzdal), Móramar (Múrom), y Ráðstofa (Rostov).

## Reyes legendarios de Garðaríki
- Sigrlami (Saga Hervarar)
- Svafrlami (Saga Hervarar)
- Rollaug (Saga Hervarar)
- Ráðbarðr (Sögubrot af nokkrum fornkonungum)
- Hreggviðr (Saga de Göngu-Hrólfs)
- Hálfdan Brönufostri (Rey de Svíþjóð hin kalda en Sörla saga sterka)
- Vissavald (rey de Garðaríki, saga de Olaf Tryggvason)